# Petar Trifunović
Pour les articles homonymes, voir Trifunović.
Petar Trifunović (né le 31 août 1910 à Dubrovnik, mort le 8 décembre 1980 à Belgrade) est un grand maître yougoslave serbe du jeu d'échecs.

## Carrière
Aux deux premières éditions du championnat de Yougoslavie en 1935 à Belgrade et en 1936 à Novi Sad, il finit 3e derrière Pirc et Kostić puis 2e derrière Pirc, respectivement.
Il remporte le fort championnat de Yougoslavie à cinq reprises, en 1945, 1946, 1947 (avec Svetozar Gligorić), 1952 et 1961. Il décroche un diplôme en droit en 1933, puis un doctorat.
Selon Cozens, dans son livre The Lost Olympiad, il avait la réputation d'être un attaquant forcené dans les années 1930 et était affublé du surnom Typhonovic. Plus tard dans sa carrière, il a développé son jeu positionnel et sa technique défensive, son style devenant moins aventureux mais toujours redoutable. Malheureusement, de nombreuses de ses parties se terminent par des nulles, ce qui l'empêche d'accéder à un plus haut niveau. Son match nul avec Miguel Najdorf à Opatija en 1949 comprenait dix nulles (+1 -1 =10) et à Leipzig en 1965, toutes ses 15 parties sont nulles.
De ses succès en tournois internationaux figurent une première place à Zlín 1945, il est 2e à Prague en 1946 (derrière Najdorf), 1er à Lima en 1950, 2e à Cheltenham en 1951 (derrière Gligorić), 3e à Belgrade (après David Bronstein et Aleksandar Matanović mais avant Gligoric et Tigran Petrossian). À Netanya en 1961, il est 1er-3e avec Milan Matulović et Moshe Czerniak. À Prague en 1961 et à Beverwijk 1962 il est premier sans partage. Toujours en 1962, à Sarajevo, il est 3e après Gligoric et Lajos Portisch. À Noordwijk en 1965 ill finit 2e derrière Mikhail Botvinnik et devant Salo Flohr, Bent Larsen et Jan Hein Donner.
Il obtient le titre de maître international en 1950 et celui de grand maître international en 1953. Il a représenté son pays au cours de sept Olympiades d'échecs entre 1935 et 1962, sa plus remarquable participation étant celle tenue dans sa vile natale, Dubrovnik, en 1950 : une performance de 10/13 lui vaut la médaille d'or au 3e échiquier.
Il a donné son nom à une variante de la défense Alekhine, la variante Trifunovic caractérisée par le coup 5...Ff5 pour contrer l'attaque des quatre pions des Blancs.

## Sources
- (en) David Hooper et Kenneth Whyld, The Oxford Companion to Chess, Oxford, Oxford University, 1984 (ISBN 978-0-19-217540-3, LCCN 83023733)
- (en) W. H. Cozens, The Lost Olympiad : Stockholm 1937, British Chess Magazine, 1985, 222 p., poche (ISBN 978-0-900846-43-4)